# نیکلاس پنینگتون
نیکلاس پنینگتون (انگلیسی: Nicholas Pennington؛ زادهٔ ۱۸ دسامبر ۱۹۹۸) بازیکن فوتبال است.
از باشگاه‌هایی که در آن بازی کرده‌است می‌توان به باشگاه فوتبال کالیاری اشاره کرد.
وی همچنین در تیم ملی فوتبال زیر ۲۳ سال استرالیا بازی کرده‌است.